# Danjon (cràter)
Danjon és un cràter d'impacte situat a la cara oculta de la Lluna. Es troba a menys d'un diàmetre a l'est-sud-est del cràter més gran Langemak. A l'est-nord-est de Danjon apareix el cràter Perepelkin, i cap al sud es troba el cràter Fermi.

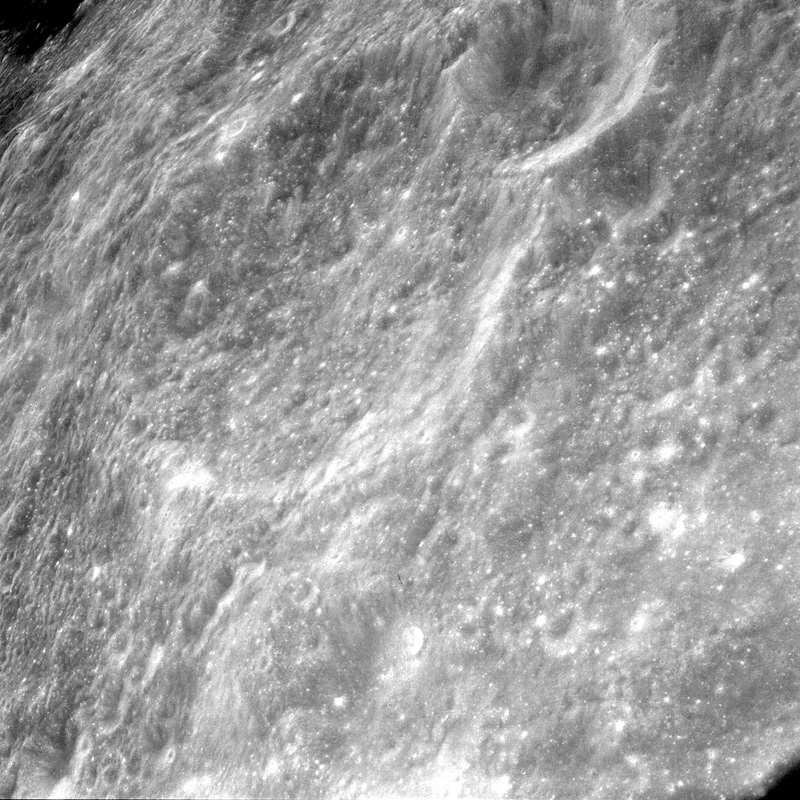
Fotografia de la missió Apollo 8
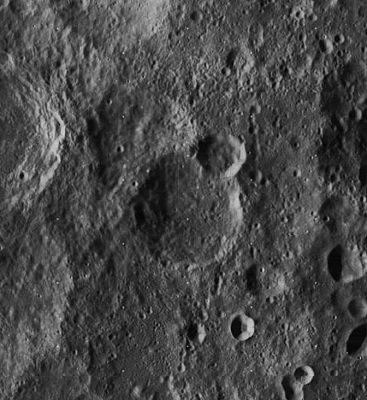
Imatge del Lunar Orbiter 3.
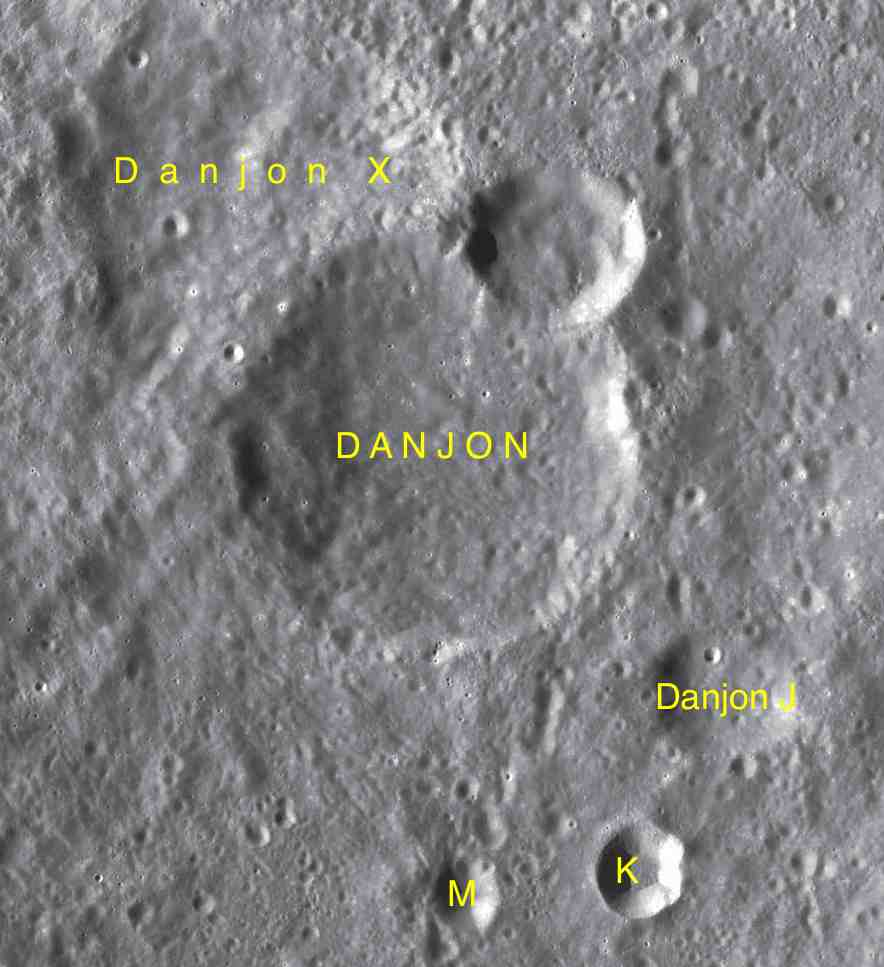
Cràters satèl·lit

La vora del nord-est de Danjon està coberta per D'Arsonval, un cràter més petit. Danjon se superposa al costat sud-est del cràter satèl·lit lleugerament més petit Danjon X. La vora exterior d'aquest cràter està desgastada i erosionada, sobretot a l'extrem sud, sent el sòl interior irregular i estant marcat per diversos cràters petits.

## Cràters satèl·lit
Per convenció aquests elements són identificats en els mapes lunars posant la lletra en el costat del punt central del cràter que està més proper a Danjon.
| Danjon | Coordenades                            | Diàmetre |
| ------ | -------------------------------------- | -------- |
| J      | 12° 48′ S, 125° 36′ E / 12.8°S,125.6°E | 23 km    |
| K      | 13° 48′ S, 125° 06′ E / 13.8°S,125.1°E | 17 km    |
| M      | 13° 54′ S, 124° 06′ E / 13.9°S,124.1°E | 12 km    |
| X      | 10° 00′ S, 122° 48′ E / 10.0°S,122.8°E | 65 km    |